# 王道生
王道生（1947年2月—），湖南石门人，中华人民共和国政治人物。

## 生平
1947年2月，王道生出生在湖南省石门县。
1968年8月参加工作，曾出任中共洪江县（今洪江市）委书记，怀化地区副专员。1997年，王道生出任中共永州市委副书记、永州市人民政府市长。1999年9月，王道生出任湖南省人民政府副秘书长、办公厅副主任、党组成员。

### 落马
王道生出任永州市人民政府市长期间，利用职权便利从永州一家卷烟厂挪用公款1,000万元，交给一外商，并且帮助外商低价收购永州市一家国有的四星级南华大酒店，王道胜获得外商巨额现金回赠。王道生出任湖南省人民政府副秘书长期间，儿子王健原本在湖南省高速公路管理处工作，在父亲帮助下调到湖南投资有限公司，主要负责高速公路建设，父子两人牵涉永连高速公路（永州市至广东省连州市）案，收受他人财物共计折合人民币401万元。
2004年12月24日，王道生因自1996年10月至2004年4月利用职权为他人谋取利益，先后单独或分别伙同儿子王健、情妇郭丽丽、妻子向菊收受陈和等人贿赂共计人民币401万余元，其中王健参与收受贿赂203万元。长沙市中级法院一审以受贿罪判处王道生无期徒刑，剥夺政治权利终身，并且处没收个人全部财产；儿子王健犯因受贿罪判处有期徒刑11年，处没收财产20万元。

## 家庭及私生活
- 妻子：向菊，王道生分配至怀化时认识之后结婚，在湖南省邮电部门工作[2][4]
- 儿子：王健，原在湖南省高速公路管理处工作，后来调到湖南投资有限公司[2]
- 女儿：已经定居国外[2]
- 情妇郭丽丽：王道生的第一个情妇郭丽丽，两人在怀化相识。[4]王道生任中共洪江县委书记时，郭丽丽是洪江县招待所一名服务员。[4]王道生调任怀化地区副专员，帮助郭丽丽转了干，调到怀化行署驻长沙办事处。[4]但是因儿子王健和郭丽丽女儿谈恋爱，两人“感情破裂”。[4]
- 情妇王某：王道生在永州市期间和王某相识，王某是一家酒店老板娘。[4]1999年中秋两人确立情人关系，王道生调到省政府后，王某跟着来到长沙市投资开张了两家酒店，依靠王道生的受贿钱支撑经营。[4]